# Ångermanland
Ångermanland és una província històrica de Suècia o landskap que es troba al nord del país. limita amb Medelpad, Jämtland, la Lapònia sueca, Västerbotten i el Golf de Bòtnia. El nom d'"Ångermanland" prové de l'antic nòrdic "anger", que significa "fiord profund" i es refereix a la desembocadura del riu Ångermanälven. "Ångermanland" és "Angermannia" en llatí.

## Administració
són entitats històriques i culturals. Aquesta província es subdivideix en el comtat de Västernorrland que comprèn la major part i els comtats de Västerbotten i Jämtland.

## Geografia
Ångermanland té una superfície d'uns 19.500 km², amb uns 1.000 km² coberts d'aigua. Té 132.689 habitants (2009)
Generalment el sòl és massa estèril per al cultiu, excepte en llocs al voltant dels rius. La costa té moltes illes. El litoral del golf de Bòtnia anomenat Höga Kusten, ha estat declarat Patrimoni de la Humanitat per la UNESCO. La terra, com a la resta d'Escandinàvia s'aixeca encara (un centímetre per any) des de la fosa de la glacera que cobria el nord d'Europa per la darrera glaciació de la Terra (fa uns 9.000 anys). El punt més alt és Bunkfjället amb 740 metres. El llac més gran és el Tåsjön. Hi ha el Parc nacional de Skuleskogen.
La ciutat més gran és Örnsköldsvik, seguida de Härnösand.
| Comtat                            | Població |
| --------------------------------- | -------- |
| part del Comtat de Västernorrland | 119,459  |
| part del Comtat de Västerbotten   | 9,996    |
| part del Comtat de Jämtland       | 3,234    |

## Història
Ångermanland es menciona per primera vegada com "Angariuam", el 1170. Es creu que va ser cristianitzada al segle XII. El 1721 Härnösand va ser cremada per l'armada russa.

## Ciutats
- Härnösand (1585)
- Kramfors (1947)
- Sollefteå (1917)
- Örnsköldsvik (1893)

### Districtes judicials
| - Arnäs - Boteå - Gudmundrå - Nora - Nordingrå - Nordmaling | - Nätra - Ramsele - Resele - Själevad - Sollefteå - Umeå |